# 普卡拉尼

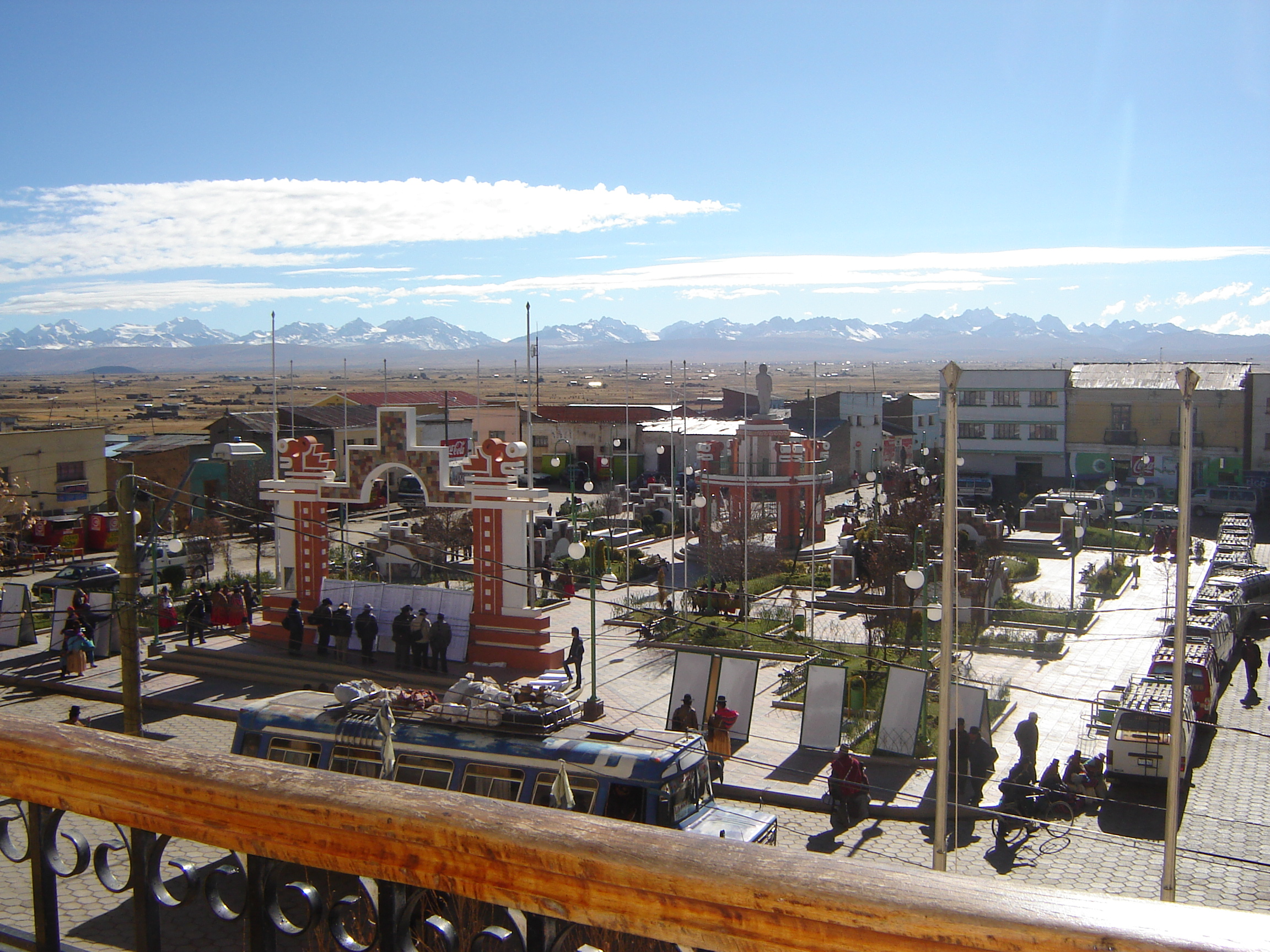

普卡拉尼（西班牙語：Pucarani），是玻利維亞西部拉巴斯省洛斯安第斯县的市鎮，并为该县是的县府所在地。海拔高度3,865米，每年平均降雨量約600毫米。市镇面积为1,247平方公里，2012年人口数量为29,379人。